# الدامة (مسلسل)
الدامة هو مسلسل تلفزيوني جزائري عُرض في رمضان 1444 هـ (2023) على شاشة التلفزيون الجزائري. حظي المسلسل بمتابعة واسعة ومشاهدة كبيرة على يوتيوب، كما لاقى اهتمامًا كبيرًا من الجزائريين. يتناول المسلسل دراما اجتماعية تعكس الثقافة الشعبية العاصمية في الجزائر ومعايشاتها اليومية، حيث يُبرز من خلالها صراع الأيديولوجيات والنضال المستمر من أجل السعي وراء اللقاء والكسب. تُعرض حيثيات القصة بأسلوب فني يُشبه رسم لوحة لعبة "الدامة".

## الممثلون

### البطولة
- بيونة
- بوعلام بناني
- مصطفى لعريبي
- ريم تكوشت
- عايدة عبابسة
- حسان بن زراري
- عبد الكريم دراجي
- رضوان مرابط
- مراد خان

وعدة نجوم وممثلين جزائريين